# كورا (بنت جبيل)
كورا أو كورة هي إحدى المزارع اللبنانية المتاخمة والتابعة لبلدة رميش إحدى قرى قضاء بنت جبيل في محافظة النبطية.
دلت آثارها ان عدة مجموعات تعاقبت عليها منها رومانية بيزنطية صليبية وإسلامية. وقد هجرتها آخر المجموعات بعد زلزال صفد 1837.